# Agastachys
Agastachys, monotipski biljni rod iz porodice dvoličnjakovki. Jedina je vrsta A. odorata, grm ili manje drvo koje kao endem raste jedino na zapadu Tasmanije.
Rod i vrsta opisani su 1811.

## Opći opis
Agastachys je rod koji se sastoji od jedne vrste u porodici dvoličnjakovki (Proteaceae). A. odorata je uspravan grm s debelim stabljikama visok 2 do 3 metra, iako u šumovitim područjima može narasti u malo drvo visoko 8 metara. Stvara izdanke u intervalima duž dugih površinskih korijena. Svijetlozeleni listovi duljine 2,5 – 8 cm su kožasti i ovalni do kopljasti (oblancetasti) i često zbijeni duž žutih ili crvenih stabljika. Bijeli do kremasto žuti cvjetovi uočljivi su u brojnim klasovima dugim 6-12 cm, skupljeni su prema krajevima grana i snažno su mirisni. Nakon cvatnje slijedi plod koji je orah s dva široka bočna krila i 1 uskim krilom na gornjoj površini.
U prirodi, A. odorata raste na bogatim, ali pjeskovitim kiselim tlima u gustoj šumi. Pokazalo se da je ovu vrstu teško održavati u uzgoju i rijetko se može vidjeti u vrtovima, čak i u Tasmaniji. Iako mu je potrebna dobra drenaža, potrebno mu je i dovoljno vlage da bi uspijevao, po mogućnosti na polusjenovitom mjestu. Poželjno je kiselo tlo s visokim sadržajem humusa. Vrsta je otporna na mraz.
Razmnožavanje predstavlja izazov; sjeme je donekle teško sakupiti i teško proklija, a reznice imaju prilično ograničene šanse. Biljka se prirodno širi u divljini pomoću dugog adventivnog korijenja koje daje nove biljke u različitim intervalima. Njihovo pažljivo presađivanje ima dobre izglede za uspjeh, ali to je nezakonito činiti za biljke koje rastu u nacionalnim parkovima i drugim javnim rezervatima.

## Ime
Izvedenica imena roda Agastachys je od grčkog agastachys, što znači obilni klasovi, što se odnosi na cvjetnu prirodu grma.
Ime vrste odorata, dolazi od latinskog odoratus, što znači slatkast ili mirisan, odnosi se na mirisno cvijeće.

## Sinonimi
- Lippomuellera odorata Kuntze
- Lomatia bidwillii Hend. ex R.Hogg; Gard. Year Book 1860: 75 (1860)